# Klavirski koncert št. 2 (Chopin)
Klavirski koncert št. 2 v f-molu, op. 21 je klavirski koncert, ki ga je napisal jeseni 1829 skladatelj  Frédéric Chopin. Chopin je skladbo komponiral, preden je končal formalno izobraževanje, pri približno 20 letih. Prvič je bila izvedena 17. marca 1830 v Varšavi na Poljskem, skladatelj pa je bil solist. Delo je bilo objavljeno po njegovemu Klavirskemu koncertu št. 1, zato je bil označeno kot "št. 2", četudi je bilo napisano prvo.
 

Koncert vsebuje tri stavke:
1. Maestoso (F mol)
2. Larghetto (As-dur)
3. Allegro vivace (F mol – F dur)

 Za pianista gre za izjemno tehnično zahtevno delo.
Tipična predstava traja približno 30 do 35 minut.